# Mittenheimer Straße 2 (Oberschleißheim)

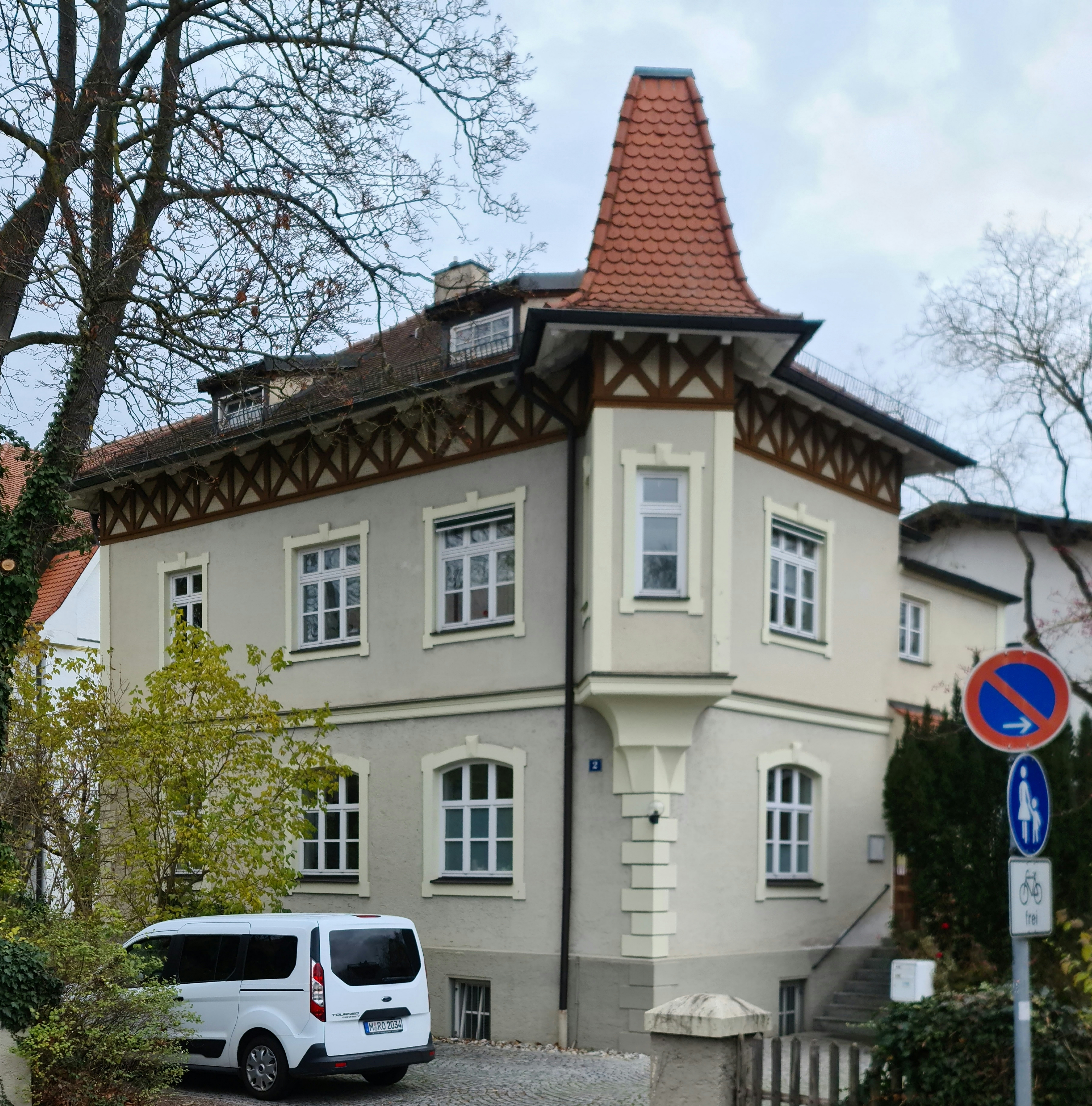
Haus Mittenheimer Straße 2 in Oberschleißheim

Das Gebäude Mittenheimer Straße 2 in Oberschleißheim, einer Gemeinde im oberbayerischen Landkreis München, wurde um 1900 errichtet. Das ehemalige Rathaus ist ein geschütztes Baudenkmal.
Der zweigeschossige Putzbau mit flachem Walmdach, Eckerkertürmchen und Zierfachwerkfries unter der Traufe wird heute als Arztpraxis genutzt.